# Andrzej Lech
Andrzej Jan Lech (ur. 15 maja 1946 w Gdyni) – polski piłkarz ręczny, nauczyciel wychowania fizycznego, trener, olimpijczyk z Monachium 1972.
Zawodnik grający na pozycji obrotowego. Reprezentował klub Spójnia Gdańsk (w latach 1964-1987), z którym to klubem zdobył w latach 1968-1970 trzy tytuły mistrza Polski.
Uczestnik mistrzostw świata w roku 1970 podczas których polska reprezentacja zajęła 14. miejsce, oraz mistrzostw w roku 1974, gdzie Polska zajęła 4. miejsce.
Na igrzyskach olimpijskich był członkiem drużyny, która zajęła 10. miejsce.
Pod koniec kariery sportowej wyemigrował do Austrii, gdzie pozostał na stałe.